# Roger Mörtvik
Roger Per-Erik Mörtvik, född 13 september 1960 i Jukkasjärvi församling, Norrbottens län, var statssekreterare i Arbetsmarknadsdepartement hos arbetsmarknadsminister Eva Nordmark. Mörtvik var till 2014 samhällspolitisk chef på Tjänstemännens Centralorganisation (TCO). Han har varit en återkommande debattör de senaste åren kring ekonomi och arbetsmarknad och är bland annat författare till boken Turboekonomin. 
Mörtvik var under tidigt 90-tal anställd på dåvarande Arbetsmiljöfonden i ett nationellt forsknings- och utvecklingsprogram om lärande i arbetslivet och därefter politiskt sakkunnig i arbetsmarknadsdepartementet under dåvarande statsrådet Ulrica Messing.
Roger Mörtvik har varit ledamot i ett flertal styrelser under senare år, bland annat i styrelsen för statliga Rikstrafiken, styrelsen för Fjärde AP-fonden samt i styrelsen för KPA pensionsförsäkring.
Efter att Regeringen Löfven I tillträtt i oktober 2014 utsågs Mörtvik till statssekreterare i Utbildningsdepartementet hos gymnasie- och kunskapslyftsminister Aida Hadžialić. När hon avgick gjorde han det också och bildade ett eget bolag. I februari 2017 utsågs han av regeringen som utredare av Komvux. I januari 2019 utsågs Mörtvik till statssekreterare hos socialförsäkringsminister Annika Strandhäll. När Strandhäll avgick hösten 2019 utsågs Mörtvik av regeringen till ny samordnande statssekreterare hos den då nytillträdda arbetsmarknadsministern Eva Nordmark.

## Rapporter
- Fler i arbete - färre utanför : TCO:s programförklaring 2005. TCO granskar 2005:4
- Fler och bättre jobb? : nya och försvinnande jobb i Sverige 1987-2003. TCO granskar 2005:9
- Räcker tiden till? : en rapport om arbetstider, sysselsättning och välfärd. Stockholm : TCO, [1994]
- En politik för omställning : åtta vägar för 300 000 nya jobb. Medförfattare: Daniel Lind. TCO granskar 2005:18
- Lämnar företagen Sverige i sticket? Medförfattare: Lena Hagman och Håkan Alm. TCO granskar 2005:13
- Föredraget "Den globala turboekonomin"[död länk]
- Jakten på superarbetskraften III. Medförfattare: Kjell Rautio. TCO granskar 2009:8
- Ekonomisk kris och vad som behöver göras. Medförfattare: Roland Spånt. TCO granskar 2008:13